# Лелюшенко, Дмитрий Данилович
Дми́трий Дани́лович Лелюше́нко (20 октября [2 ноября] 1901, Новокузнецовка, Ростовская область — 20 июля 1987, Москва) — видный советский танковый и общевойсковой военачальник. Генерал армии (08.05.1959). Дважды Герой Советского Союза (07.04.1940, 06.04.1945). Герой ЧССР (1970). Кандидат военных наук (1951).

## Биография
Родился 20 октября (2 ноября) 1901 года на хуторе Новокузнецовка станицы Мечётинская (ныне в Зерноградском районе, Ростовская область). Из семьи иногороднего крестьянина-бедняка. Был младшим ребёнком в многодетной (7 детей) семье. С 9 лет летом батрачил, зимой учился, в 1912 году окончил церковно-приходскую школу.

### Гражданская война
Познав в раннем детстве нужду, юный Дмитрий Лелюшенко не мучился проблемой выбора, к кому присоединиться в годы Гражданской войны, и поэтому, когда весной 1918 года красный конник Б. М. Думенко, вернувшийся незадолго до этого с германского фронта, организовал на хуторе Весёлом партизанский отряд для борьбы с белогвардейцами и поддерживающими их донскими казаками, — стал партизаном. В составе отряда Думенко он воевал более года.
С 28 апреля 1919 года Д. Д. Лелюшенко в Красной Армии — воевал в 21-м кавалерийском полку 4-й кавалерийской дивизии в составе 10-й армии, а с ноября 1919 года — в составе 1-й Конной армии. Он участвовал в боях на Царицынском направлении, Августовском контрнаступлении Южного фронта (1919), в Воронежско-Касторненской, Донбасской, Ростово-Новочеркасской, Северо-Кавказской операциях, в Егорлыкском сражении, в советско-польской войне, в сражении в Северной Таврии с Русской армией П. Н. Врангеля и в Перекопско-Чонгарской операции, в боях против повстанческих формирований Н. М. Махно. В боях Гражданской войны был ранен и дважды контужен, под ним были убиты две лошади.

### Межвоенный период
По окончании Гражданской войны Д. Д. Лелюшенко остался на военной службе. Служил в том же 21-м кавалерийском полку, вошедшим в состав Петроградского военного округа (Гатчина).
В 1924 году вступил в ВКП(б).
В 1925 году окончил Ленинградское военно-политическое училище имени Энгельса, вернулся в свой 21-й кавалерийский полк на должность политрука пулемётного эскадрона. В 1927 году экстерном сдал экзамены за полный курс 2-го Ленинградского командно-кавалерийского училища, продолжил службу в 21-м кавалерийском полку: с 1928 года — военком полковой школы, военком отдельного кавалерийского эскадрона, в 1929 году — комиссар полка. В течение двух лет готовился к поступлению в Военную академию им. М. В. Фрунзе.
Когда стали создаваться первые механизированные подразделения, он начал осваивать новую технику, и с этого времени его военная карьера будет связана с танковыми войсками.
В 1929 году Д. Д. Лелюшенко поступил в Военную академию РККА имени М. В. Фрунзе, и в 1933 году окончил её. С 1933 года служил заместителем начальника оперативного отделения штаба 1-й механизированной бригады имени К. Б. Калиновского, после чего последовательно был командиром танковой роты, начальником оперативного отделения 13-й механизированной бригады 1-го механизированного корпуса имени К. Б. Калиновского, командовал учебным танковым батальоном (Калуга). С 1937 года — начальник отдела боевой подготовки бронетанковых войск Московского военного округа, с 1938 — командир 3-го учебного танкового полка (Рязань).
С 1939 года командовал 39-й отдельной лёгкотанковой бригадой Резерва Главного Командования. Во главе бригады в сентябре 1939 года участвовал в Походе РККА в Западную Белоруссию. Затем во главе бригады участвовал в Советско-финской войне. В ходе боёв с финнами танкисты полковника Лелюшенко Д. Д. активно помогали частям 23-го стрелкового корпуса, штурмовавшим «линию Маннергейма» и многочисленные укрепления противника. При прорыве рубежа обороны по реке Тайпален-Иокки 11 февраля 1940 года танкисты бригады уничтожили 15 дотов. Сам командир бригады проявил личное мужество, был контужен при попадании снаряда в танк Т-26, в котором он шёл в атаку. Для защиты танков от огня финской артиллерии практиковал навешивание на башни и корпуса танков экранов из фрагментов брони ранее подбитых танков, что существенно уменьшило потери. По окончании боевых действий ему было присвоено звание Героя Советского Союза.
С июня 1940 года — командир 1-й Московской Пролетарской мотострелковой дивизии 7-го механизированного корпуса, формировавшегося в Московском военном округе. В июне 1940 года дивизия участвовала в занятии советскими войсками Литвы, в сентябре возвращена в место постоянной дислокации в Москве. С марта 1941 года — командир 21-го механизированного корпуса Московского военного округа. В начале июня 1941 года корпус был переброшен в район городов Идрица и Опочка.

### Великая Отечественная война
Начало Великой Отечественной войны застало его командиром 21-го механизированного корпуса. С началом Великой Отечественной войны корпус был передан в состав Северо-Западного фронта и участвовал в Прибалтийской стратегической оборонительной операции. Вступил в бой под Даугавпилсом 28 июня 1941 года, получив приказ на нанесение контрудара по захватившим город немецким войскам. Перейдя в наступление, части корпуса при отсутствии поддержки пехоты и авиации отбросили противника на 15—20 километров, ворвались в Даугавпилс и несколько часов вели бой на улицах города. Закрепиться в городе танкисты не смогли, но немецкое наступление на этом участке было остановлено до 2 июля. В ходе сражения корпус понёс большие потери в танках, но и немецким войскам был нанесён значительный урон. Затем части корпуса с боями отходили от рубежа к рубежу, а в середине июля 1941 года приняли участие в контрударе под Сольцами. В августе корпус лишился своих последних танков и был расформирован. На фоне общего катастрофического развития ситуации на фронтах боевые действия 21-го мехкорпуса были оценены высоко и Лелюшенко был направлен на повышение. В конце августа 1941 года он был назначен начальником Управления формирования и комплектования автобронетанковых войск — заместителем начальника ГАБТУ.
5 октября 1941 года Лелюшенко был вызван к Верховному Главнокомандующему И. В. Сталину, который приказал ему срочно сдать дела по Управлению и принять 1-й особый гвардейский стрелковый корпус, который фактически необходимо было сформировать в кратчайший срок. Сложилась катастрофическая ситуация на Орловском направлении: немецкая 2-я танковая группа генерала Г. Гудериана прорвала фронт и стремительно через Орёл наступала на Москву, не имея впереди себя организованной обороны. Вновь сформированному корпусу была поставлена задача: остановить танковую группировку Гудериана, прорвавшую Брянский фронт и наступающую на Орёл. Девять дней воины 1-го гвардейского стрелкового корпуса героически сражались на полях Орловщины. В боях в районе город Мценск особо отличились танкисты входившей в состав корпуса 4-й танковой бригады полковника М. Е. Катукова. Наступление врага удалось приостановить.
8 октября 1941 года генерал Лелюшенко получил приказ о назначении командующим формирующейся 5-й армией, которая срочно должна была занять оборону в районе Можайска. В полосу обороны армии входило и Бородинское поле, на котором оборонялась 32-я стрелковая дивизия полковника В. И. Полосухина. Кроме этой дивизии, в армии были только 4 танковые бригады, мотоциклетный полк, один стрелковый и один учебный полки, 4 артиллерийских истребительно-противотанковых полка и 4 дивизиона «катюш». Ввиду нехватки артиллерии на Кубинском полигоне разыскали 18 танков Т-28 без двигателей, но с исправными пушками, которые на буксире доставили на передовую и вкопали в землю. С этими силами армия вступила в бой и стойко обороняла свои позиции. Однако командовал он 5-й армией недолго — в бою 17 октября был тяжело ранен, и его отправили в госпиталь города Горького (ныне Нижний Новгород).
После излечения, 18 ноября 1941 года генерал-майор Лелюшенко был назначен командующим 30-й армией Западного фронта. Во время битвы за Москву 9 декабря 1941 года армия Лелюшенко, находившаяся на правом крыле Западного фронта, вела упорную оборону в ходе Клинско-Солнечногорской оборонительной операции. А 6 декабря 1941 года войска армии совершенно неожиданно для противника перешли в контрнаступление и в ходе Клинско-Солнечногорской наступательной операции, ломая ожесточённое сопротивление немецко-фашистских войск, перерезали железную дорогу «Москва — Клин», а затем, развивая успех, совместно с частями 1-й ударной армии блокировала в районе Клина крупную вражескую группировку. Наращивая темп наступления, уже 15 декабря 1941 года части 30-й и 1-й ударной армий ударом с двух сторон заняли город, нанеся большие потери двум моторизованным и одной танковой дивизиям врага.
На протяжении всего 1942 года во главе армии Лелюшенко участвовал в Ржевской битве. В январе—апреле 1942 года армия вела тяжелые наступательные бои в первой Ржевско-Вяземской наступательной операции. В ходе Ржевско-Сычёвской наступательной операции в июле—октябре 1942 года армия под командованием Лелюшенко с большим трудом «прогрызала» немецкую оборону, медленно продвигаясь к Ржеву. Хотя ей удалось прорвать первый рубеж обороны, но а дальнейших боях войска понесли серьёзные потери и не смогли выполнить поставленной боевой задачи. Ржев не был взят, хотя части армии вышли к его окраине и в ходе яростного штурма несколько раз врывались в город, но каждый раз были отброшены противником.
В ноябре 1942 года назначен командующим войсками 1-й гвардейской армии Юго-Западного фронта. В ходе контрнаступления под Сталинградом генерал-лейтенант Д. Д. Лелюшенко умело руководил вверенными ему частями. Части армии прорвали немецкую обороны и создали внешний фронт окружения 6-й немецкой армии. В начале декабря 1942 года армия были переименована в 3-ю гвардейскую армии, Лелюшенко остался её командующим. В январе—феврале 1943 года армия наступала в ходе Ворошиловградской операции. За участие в Сталинградской битве и за зимнее наступление был удостоен полководческого ордена Суворова I степени. Затем армия вела тяжелые оборонительные бои в Харьковской оборонительная операции, в ходе которой 18 марта 1943 года Лелюшенко был вторично тяжело ранен. За время его отсутствия армией временно командовал её начальник штаба генерал Г. И. Хетагуров. В августе 1943 года Лелюшенко вернулся в строй и вновь принял командование армией. В составе Юго-Западного и 4-го Украинского фронтов руководил армией в Донбасской, Запорожской, Никопольско-Криворожской наступательных операциях.
29 марта 1944 года Д. Д. Лелюшенко вступает в командование 4-й танковой армией, которая в составе 1-го Украинского фронта участвует в Львовско-Сандомирской, Восточно-Карпатской и Висло-Одерской операциях. За выдающиеся боевые успехи и массовый героизм личного состава армия в марте 1945 года получила гвардейское звание и стала именоваться 4-й гвардейской танковой армией. Самому же командарму за отличные действия в этих операциях Указом Президиума Верховного Совета СССР от 6 апреля 1945 года было присвоено звание дважды Героя Советского Союза.
Уже под гвардейскими знамёнами танкисты генерала Д. Д. Лелюшенко участвовали в Верхне-Силезской и Берлинской операциях.
5 мая 1945 года в чешской столице Праге началось вооружённое восстание. Гитлеровцы намеревались потопить его в крови. Чешский национальный совет обратился по радио к странам антигитлеровской коалиции с просьбой о помощи. Ударная группировка 1-го Украинского фронта в составе 3-й и 4-й гвардейских танковых армий, при поддержке 10-го артиллерийского корпуса прорыва РГК, устремились на помощь братьям-славянам. Танкисты Лелюшенко, совершив в короткое время вдоль правого берега Эльбы неимоверно трудный 80-километровый марш-бросок, совместно с танкистами генерала Рыбалко и артиллеристами генерала Кожухова, 9 мая вступили в Прагу и там соединились с войсками 2-го Украинского фронта, замкнув кольцо окружения. Советские воины спасли город и его жителей. 30 мая 1970 года благодарная Чехословакия удостоила Д. Д. Лелюшенко звания Героя ЧССР.

### Послевоенный период
По окончании Великой Отечественной войны генерал Д. Д. Лелюшенко занимал высокие командные должности в Вооружённых Силах СССР. Продолжал командовать армией, вошедшей в состав Центральной группы войск. С октября 1946 года — командующий 4-й гвардейской механизированной армией. С августа 1947 по апрель 1948 года служил командующим бронетанковыми и механизированными войсками Группы советских оккупационных войск в Германии.
В 1949 году с золотой медалью окончил Высшую военную академию имени К. Е. Ворошилова. С марта 1950 по апрель 1953 года — командующий 1-й Отдельной Краснознамённой армией на Дальнем Востоке. С июля 1953 годы был первым заместителем командующего войсками Прикарпатского военного округа, а с ноября того же 1953 года командовал 8-й танковой армией в том же округе. С января 1956 года он командовал войсками Забайкальского, а с января 1958 года — Уральского военных округов. В 1959 году ему присвоено воинское звание «генерал армии».
С 26 мая 1960 года по 9 июня 1964 года — председатель ЦК ДОСААФ. Несколько лет был членом редколлегии журнала «Военный вестник». С июня 1964 года — военный инспектор-советник Группы генеральных инспекторов Министерства обороны СССР.
Депутат Верховного Совета СССР 1-го, 5-го и 6-го созывов (1937—1946, 1958—1966). Депутат Верховного Совета РСФСР 3-го созыва (1951—1955).
Д. Д. Лелюшенко внёс существенный вклад в разработку ряда важных проблем военной науки, на конкретных примерах боевых действий войск осветив такие вопросы, как прорыв танковых оборонительных рубежей неприятеля; ввод в прорыв танковых и механизированных корпусов и армий, массированные удары ими; стремительные действия в глубине вражеской обороны; форсирование водных преград с ходу, а так же внезапные наступательные действия ночью. За теоретические разработки Лелюшенко присвоена учёная степень кандидат военных наук.
Скончался 20 июля 1987 года в Москве. Похоронен на Новодевичьем кладбище.

## Воинские звания
- майор (25.12.1935)
- полковник (29.10.1939)
- комбриг (1.04.1940)
- генерал-майор (4.06.1940)
- генерал-лейтенант (2.01.1942)
- генерал-полковник (11.05.1944)
- генерал армии (8.05.1959)

## Награды
- Указом Президиума Верховного Совета СССР от 7 апреля 1940 года комбриг Лелюшенко Дмитрий Данилович удостоен звания Героя Советского Союза с вручением ордена Ленина и медали «Золотая Звезда» (№ 264).
- Указом Президиума Верховного Совета СССР от 6 апреля 1945 года гвардии генерал-полковник Лелюшенко Дмитрий Данилович награждён второй медалью «Золотая Звезда».
- 6 орденов Ленина (07.04.1940; 02.01.1942; 21.02.1945; 01.11.1961; 30.10.1981; 31.10.1986)
- орден Октябрьской Революции (02.11.1971)
- 4 ордена Красного Знамени (15.01.1940; 25.07.1941; 03.11.1944; 20.06.1949)
- 2 ордена Суворова I степени (28.01.1943; 29.05.1945)
- 2 ордена Кутузова I степени (17.09.1943; 25.08.1944)
- орден Богдана Хмельницкого I степени (19.03.1944)
- орден Отечественной войны I степени (11.03.1985)
- Орден «За службу Родине в Вооружённых Силах СССР» III степени (30.04.1975)
- Почётный гражданин Свердловска (1978)[9]
- Почётный гражданин города Можайска (1981)[10]
- медали

награды иностранных государств
- Герой Чехословацкой Социалистической Республики (30.04.1970), № 19.
- Орден Клемента Готвальда (ЧССР, 30.04.1970)
- Орден Белого льва «За Победу» II степени (ЧССР)
- Чехословацкий Военный крест 1939 года (ЧССР)
- Орден Virtuti Militari II (19.12.1968) и III степеней (Польша)
- Орден Крест Грюнвальда III степени (Польша)
- Орден Возрождения Польши IV степени (Польша, 06.10.1973)
- Орден «За заслуги перед Отечеством» (ГДР) I степени
- Боевой орден «За заслуги перед народом и Отечеством» в золоте (ГДР, 08.05.1975)
- Орден «За боевые заслуги» (Монголия) (Монголия, 06.07.1971)
- Медаль «За укрепление дружбы по оружию» I степени (ЧССР)
- Медаль «50 лет Коммунистической Партии Чехословакии» (ЧССР, 1971)
- Медаль «40 лет освобождения Чехословакии Советской Армией» (ЧССР, 28.03.1985)
- Медаль «Победы и Свободы» (Польша)
- Медаль «Братство по оружию» (Польша)
- Медаль «За Одру, Нису и Балтику» (Польша)
- Медаль «30 лет Халхин-Гольской Победы» (Монголия, 1969)
- Медаль «30 лет Победы над милитаристской Японией» (Монголия, 1975)
- Медаль «40 лет Халхин-Гольской Победы» (Монголия, 1979)
- Медаль «50 лет Монгольской Народной Революции» (Монголия, 1971)
- Медаль «50 лет Монгольской Народной Армии» (Монголия, 1971)
- Медаль «60 лет Вооружённым силам МНР» (Монголия, 1981)
- Медаль «30-я годовщина Революционных Вооруженных сил Кубы» (Куба, 24.11.1986)

## Киновоплощения
- 1972 — Киноэпопея «Освобождение» — актёр Александр Афанасьев.
- 1977 — Освобождение Праги — заслуженный артист РСФСР Пётр Вельяминов.
- 1985 — Киноэпопея «Битва за Москву» — заслуженный артист РСФСР Геннадий Сайфулин.

## Публикации
- Лелюшенко Д. Д. Москва — Сталинград — Берлин — Прага : Записки командарма. — 4-е изд., испр.. — М.: Наука, 1987. — 408 с. — (Вторая мировая война в исследованиях, воспоминаниях, документах). — 50 000 экз.
- Лелюшенко Д. Д. Заря победы. — М.: Воениздат, 1966. — 144 с. — (Военные мемуары).
- Лелюшенко Д. Д. Маршал Советского Союза К. К. Рокоссовский (К 90-летию со дня рождения) // Военно-исторический журнал. — 1986. — Декабрь (№ 12). — С. 53—58. — ISSN 0321-0626.
- Лелюшенко Д. Д. К Днестру и Карпатам // В боях за Карпаты / составитель Б. С. Венков. — Ужгород: Карпаты, 1975. — 106 с.

## Оценки современников
Генерал армии Сергей Штеменко пишет, что Лелюшенко обладал энергией, оптимизмом и подвижностью, что он «почти не сидел в штабе, дни и ночи проводил на передовой».

## Память
- В городе Ростов-на-Дону именем Д. Д. Лелюшенко названа улица и установлен его бюст в парке имени Первого пионерского слёта.
- В Москве на Новодевичьем кладбище установлен памятник.
- В городе воинской славы Можайске Московской области установлен бюст Лелюшенко Д. Д.
- Его именем названы улицы в городах Клин, Нижний Новгород, Ростов-на-Дону, Прага (Чехия) и в деревне Кукарино, пригороде Можайска.
- В Москве средняя общеобразовательная средняя школа № 627 носит имя Д. Д. Лелюшенко.
- В октябре 2021 года мемориальная доска открыта на здании штаба 5-й общевойсковой армии в Уссурийске[12].

- Могила на Новодевичьем кладбище Москвы
- Бюст в Ростове-на-Дону
- Бюст на аллее Героев в Можайске